# Nymula ochra
Nymula ochra är en fjärilsart som beskrevs av Bates 1868. Nymula ochra ingår i släktet Nymula och familjen Riodinidae. Inga underarter finns listade i Catalogue of Life.